# قواعد الجاذبية
قواعد الجاذبية (بالإنجليزية: The Rules of Attraction)‏ هو فيلم دراما كوميديا سوداء من كتابة وإخراج روجر أفاري وبطولة جيمس فان دير بيك، شانين سوسامون، جيسيكا بيل، كايت بوسورث وإيان سومرهالدر، صدر الفيلم بالولايات المتحدة في 11 أكتوبر 2002.

## روابط خارجية
- قواعد الجاذبية على موقع IMDb (الإنجليزية)
- قواعد الجاذبية على موقع ميتاكريتيك (الإنجليزية)
- قواعد الجاذبية على موقع روتن توميتوز (الإنجليزية)
- قواعد الجاذبية على موقع نتفليكس (الإنجليزية)
- قواعد الجاذبية على موقع ألو سيني (الفرنسية)
- قواعد الجاذبية على موقع Turner Classic Movies (الإنجليزية)
- قواعد الجاذبية على موقع أول موفي (الإنجليزية)
- قواعد الجاذبية على موقع بوكس أوفيس موجو (الإنجليزية)
- قواعد الجاذبية على موقع فيلمافينيتي (الإسبانية)
- قواعد الجاذبية على موقع قاعدة بيانات الأفلام السويدية (السويدية)